# رها یزدانی
رها یزدانی (زاده ۱ تیر ۱۳۶۶) بازیکن فوتبال اهل ایران است که در تیم ملی فوتبال زنان ایران حضور دارد. از جمله باشگاه‌هایی که وی در آن بازی کرده می‌توان به باشگاه فوتبال زنان شهرداری بم و باشگاه فوتبال زنان ملوان بندر انزلی اشاره کرد.

## زندگی
یزدانی زاده ۱ تیر ۱۳۶۶ در مازندران است.

«بحث فوتبال پایه در بانوان نیاز به رسیدگی‌های بیشتری دارد و نیاز است که برای این نوجوانان لیگی درنظر گرفته شود، چون تیم‌های لیگ برتری بزرگسالان اجازه استفاده از یک تعدادی بازیکن کم سال در ترکیبشان دارند.»

—رها یزدانی

## حرفه

### ملی
در تیم ملی به عنوان دروازه‌بان با شماره ۱۳ حضور دارد.

### باشگاهی
در باشگاه فوتبال زنان شهرداری بم در نقش دروازه‌بان با شماره ۱ بازی می‌کند.